# گمینا بورووا
گمینا بورووا (به لهستانی:  Gmina Borowa) یک گمینا در لهستان است که در شهرستان میلتس واقع شده‌است. گمینا بورووا ۵۵٫۴۷ کیلومتر مربع مساحت و ۵٬۵۸۸ نفر جمعیت دارد.